# Сицилия
Сицилия (на италиански: Sicilia) е единият от двата острова, съставящи Островна Италия. Административен италиански регион, който се ползва със специален автономен статут. Състои се от девет провинции: Агридженто, Калтанисета, Катания, Ена, Месина, Палермо, Рагуза, Сиракуза и Трапани.

## История
В древността територията на Сицилия е била населявана от три племена – сикули, сикани и елими. В античността островът се е разглеждал като част от Магна Греция. За властта върху острова избухват изпърво Сицилианските войни, а по-сетне и Пуническите войни. Не без основание Цицерон описва Сиракуза по него време като най-големия и най-красив древногръцки град в света.
След разрушаването на Картаген, Рим установява свой контрол върху острова и съответно и върху Средиземноморието. По-късно се установяват вандалите, които след като са победени във Вандалската война го отстъпват на византийците.
Според абасидския административен географ Ибн Хурдазбих през IX век Сикили – голям остров и обширно царство близо до Африка, има собствен патриарх. През Ранното средновековие, островът е завладян от арабите и тук е установен Сицилиански емират (831 – 1072). Островът е възвърнат за християнството от норманите с учреденото тук Сицилианско кралство (1091 – 1194). През 1194 император Хайнрих VI включва Сицилия в границите на Свещената Римска империя и поставя началото на управление на династията Хоенщауфен (1194 – 1266).
Римските папи водят дълга борба с представителите на династията Хоенщауфен за Сицилианското кралство. През 1258 г. крал на Сицилия става незаконният син на император Фридрих II – Манфред, но във войните за надмощие между гвелфи и гибелини той е победен от Карл I Анжуйски и на острова се настаняват французите. През 1282 г. избухва въстание срещу французите, подпопомогнато с финанси от византийците и с военна сила от арагонците и прераснало във война, като в резултат през септември 1282 г. арагонският крал Педро III Арагонски завзема Сицилия. На 18 ноември 1282 новият папа Мартин IV, французин по рождение, отлъчва Педро III Арагонски от Църквата, заедно с финансиралия въстанието византийски император Михаил VIII Палеолог.
От 14 век нататък Сицилианското кралство е последователно владение на кралство Арагон, Испания, за кратко от Савойската династия и след това в династична уния с Неаполитанското кралство се управлява от Бурбоните. През 1816 г. кралството се слива с Неаполитанското кралство в Кралството на двете Сицилии, а през 1861 г. то влиза в състава на обединеното Кралство Италия.

## География

### Географско положение, граници, големина, брегове
Сицилия е най-големият остров в Средиземно море с площ 25 460 km². Разположен е на юг от Апенинския полуостров, от който е отделен чрез Месинския проток. Бреговете му се мият от три морета: на север Тиренско, на изток Йонийско и на юг Средиземно море. На юг, от Африка го отделя широкият 135 km Туниски проток. Бреговете на Сицилия са предимно стръмни, слабо разчленени, абразионни. Удобни заливи се срещат рядко и са разположени преди всичко по северозападното (залива Кастеламоре) и източното (заливите Катания и Аугуста) крайбрежие.

### Релеф, геоложки строеж, полезни изкопаеми
На острова преобладава планински и хълмист релеф. Покрай северните брегове се простира система от дълбоко разчленени планински хребети и отделни масиви (Пелоритански планини, Неброди, Ле Мадоние), явяващи се структурно продължение на планините на Апенинския полуостров и са изградени основно от гнайси, кристелинни шисти и филити. В строежа на планината Неброди (връх Соро 1847 m) значителна роля играят флишовите скали, а в планината Ле Мадоние (1977 m) – варовиците и доломитите. Централната част на острова е заета от ниски планини (масива Ерви и др.) и хълмисти възвишения, изградени от глини, шисти и мергели. На югоизток е разположено варовиковото и карстово планинско плато Иблеи (връх Лауро 986 m). На изток, на 20 km северно от град Катания се издига конусът на най-високия действащ вулкан в Европа – Етна (3340 m). В района на масива има още редица угаснали вулкани. По източното и западното крайбрежие се простират малки акумулативни равнини. Островът е център на чести земетресения. Разработват се находища на сяра (Калтанисета), нефт (Джела), природен газ (Ена), калиева и готварска сол и др.

### Климат и води
Климатът на Сицилия е субтропичен средиземноморски. В крайбрежните равнини средната януарска температура е 11 – 12 °С, средната юлска 27 – 28 °С (максимална до 45 °С), в планините съответно 4 – 8 °С и 20 – 24 °С. Най-високите части на вулкана Етна около 9 месеца в годината са покрити със сняг. Годишната сума на валежите в равнинните части е 400 – 600 mm, а в планините – 1200 – 1400 mm. Валежите падат предимно през зимата, а през лятото се наблюдава продължително (3 – 5 месеца) засушаване, по време на което голяма част от реките пресъхват с изключение на най-големите (Симето, Салсо, Платани, Дитайно, Беличе, Джела).

### Почви, растителност
Най-разпространените почви на острова са кестенявите планински и червеноземните. Естествената растителност е силно изменена от човешката дейност. Преобладава средиземноморската храстовидна растителност от типа макия, гарига на юг и степна във вътрешните райони. Горите заемат около 4% от площта на острова. На височина до 1300 – 1500 m са разпространени каменен и корков дъб, кестен, габър, а нагоре бук. Над 2100 m и в масива Етна боровите гори се заменят с бодливи храсти от барбарис, хвойна и астрагал, а над 2800 m растителност практически отсъства.

## Население
На остров Сицилия живеят около 5 милиона души, от които около 150 хиляди са чужденци. Имиграцията на чужденци в Сицилия е по-висока от тази в другата половина на Островна Италия – остров Сардиния. Един от основните мотиви за имиграцията е благоприятният климат.

## Език
Италианският език е официален в Сицилия, но повечето жители говорят на сицилиански език, който, подобно на неаполитанския език, е определен като отделен език от ЮНЕСКО.

## Отрасли
Основните отрасли в Сицилия са земеделието и туризмът. Макар и островът да не може да се сравнява със Северна Италия, като индустрия той все пак е по-развит от повечето региони на Южна Италия, като например само в Катания има три големи действащи индустриални зони, специализирани в най-различни сектори – хранителна промишленост, механика, електроника, химическа промишленост и други. В района на град Рагуза се експлоатират залежи на петрол и метан.
Културният и морският туризъм са силно развити във всички части на острова, като на първо място е районът на Месина, който се посещава от около 5 милиона туристи годишно. Сред най-предпочитаните морски дестинации през лятото са Чефалу, Таормина и Алкамо.